# بی‌طرفی جنسیتی
بی‌طرفی جنسیتی (Gender neutrality) که همچنین با عنوان خنثی‌گرایی جنسیتی یا گفتمان بدون جنسیت شناخته می‌شود، مبتنی بر این ایده است که سیاست‌ها، زبان و سایر نهادهای اجتماعی (ساختارهای اجتماعی یا نقش‌های جنسیتی) باید از تمایز نقش‌ها بر اساس جنس/جنسیت خودداری کنند.
بی‌طرفی جنسیتی با برابری جنسیتی تفاوت بنیادین دارد و جوامعی را که سیاستهایی برای برابری جنسیتی اعمال می‌کنند به دلیل حفظ استریوتایپ‌های جنسیتی نمی‌توان از نظر جنسیتی بی‌طرف به حساب آورد.